# Flughafen Cần Thơ

i7
i11
i13
Der internationale Flughafen Cần Thơ (vietnamesisch Sân bay Quốc tế Cần Thơ, IATA-Code: VCA, ICAO-Code: VVCT) liegt bei Cần Thơ in Süd-Vietnam. Die vietnamesischen Bezeichnungen sind Sân bay Quốc tế Cần Thơ oder Sân bay Trà Nóc. Die Zeitzone ist UTC+7:00, die Tragfähigkeit der Start- und Landebahn hat die Pavement Classification Number (PCN) 76/F/C/X/T.
Von diesem Flughafen fliegt Vietnam Airlines mit Linienflügen von und nach Hanoi und Phu Quoc sowie mit Charterflügen nach Taoyuan, Taichung und Kaohsiung in der Republik China (Taiwan). VietJet Air betreibt Linien nach Hanoi und Đà Nẵng und die Vietnam Air Services Company (VASCO) nach Con Dao, Đà Lạt sowie Cam Ranh. Die WorldTrans (World Transportation Services JSC, Ho-Chi-Minh-Stadt) bietet ab Juni 2018 Charterflüge mit 180-sitzigen Airbus A320 der Thai Vietjet Air zwischen Cần Thơ und dem Flughafen Bangkok-Suvarnabhumi an.